# Volksfront gegen Reaktion, Faschismus und Krieg
Die Volksfront gegen Reaktion, Faschismus und Krieg (Kurztitel; – vollständige Bezeichnung zuerst Volksfront gegen Reaktion, Faschismus und Krieg, für Freiheit und Demokratie, Wohlstand und Frieden, damals bekannter unter der Kurzform Volksfront, Kurzbezeichnung: VF) war eine von der KPD/ML am 6. Oktober 1979 in Dortmund zur Bundestagswahl 1980 als politische Partei gegründete Organisation in der Bundesrepublik Deutschland, die sich später insbesondere dem Themenkomplex Antifaschismus widmete. Die Partei hatte zeitweise 600 Mitglieder und wandelte sich 1994 in einen Verein mit dem Namen Arbeitsgemeinschaft gegen Reaktion, Faschismus und Krieg (Volksfront) um.

## „Stoppt Strauß!“-Kampagne

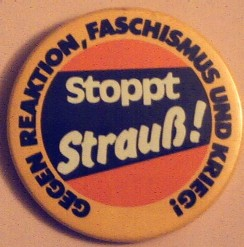
Kampagnen-Button von 1980

Nach dem schwerpunktmäßig mit der Parole „Stoppt Strauß“ geführten Wahlkampf wurde das Ergebnis von 9319 (kaum mehr als 0,02 %) Zweitstimmen nicht weiter beachtet.

## Entwicklung nach 1980
Die Partei (nach der Wahl unter der offiziellen Bezeichnung Volksfront gegen Reaktion, Faschismus und Krieg) entwickelte sich in den nächsten Jahren zu einer Organisation, deren Schwerpunkt sich von der Wahlebene (abgesehen von einzelnen erfolglosen Kommunalwahlkandidaturen – 76 Stimmen bei der niedersächsischen Kommunalwahl 1986 und der Beteiligung an Wahlbündnissen wie der Linken Alternative – Wehrt Euch! bei den Hamburger Bürgerschaftswahlen 1993) auf die Themen Antifaschismus, Antirassismus und Repression verschob. Am 26./27. Februar 1983 veranstaltete die Organisation einen mit „Nie wieder Faschismus! Nie wieder Krieg!“ betitelten Kongress, für den man Heinrich Schirmbeck, Peter O. Chotjewitz, Ingeborg Drewitz und Karola Bloch als Aufrufende gewinnen konnte.
Der Verfassungsschutz bezeichnete die formell parteiunabhängige Volksfront in der zweiten Hälfte der 1980er Jahre als Vorfeldorganisation des Bundes Westdeutscher Kommunisten (BWK). Mitte der 1990er Jahre trat ein Teil der übriggebliebenen Mitglieder der Volksfront der VVN-BdA bei. Die Nachfolgeorganisation Arbeitsgemeinschaft gegen Reaktion, Faschismus und Krieg – Förderverein antifaschistische Nachrichten fungiert als Mitherausgeber der Antifaschistischen Nachrichten.
Die Volksfront gab von 1979 bis 1992 das Volksecho heraus, 1985 wurde mit der Herausgabe der 14-täglich erscheinenden Antifaschistischen Nachrichten begonnen. Daneben gab die Organisation eine Reihe von Publikationen schwerpunktmäßig zu den Themen Antifaschismus und Repression heraus.

## Mitgliederzahlen
- 1980: 2000
- 1984: 1300
- 1985: 600